# Oliver Schwabe
 (octobre 2018).
Si vous disposez d'ouvrages ou d'articles de référence ou si vous connaissez des sites web de qualité traitant du thème abordé ici, merci de compléter l'article en donnant les références utiles à sa vérifiabilité et en les liant à la section « Notes et références ».
Oliver Schwabe, né en 1966 à Hanovre, est un réalisateur de cinéma, producteur, scénariste et directeur de la photographie allemand.

## Filmographie
- 2001 : The Whiz Kids[2]
- 2004 : Egoshooter[3]
- 2010 : Berlin - Lost In Time And Space[4]
- 2011 : Sohnemänner[5]
- 2012 : Bienvenue im Kleidermarkt: Antonia Hilkes legendäre TV-Modenschau[6]
- 2012 : Fraktus[7]
- 2014 : Von der Beraubung der Zeit[8]
- 2014 : The Price of my Life[9]
- 2016 : Wellness für Paare
- 2016 : Eppendorf's Cavern - The Legendary Onkel Pö[10]
- 2017 : Tokio Hotel : Hinter Die Welt[11]